# Tartaul
Tartaul è un comune della Moldavia situato nel distretto di Cantemir, di 1.975 abitanti al censimento del 2004.